# Ruth Gordonová
Ruth Gordonová Jonesová (Ruth Gordon Jones, 30. října 1896 – 28. srpna 1985) byla americká herečka, scenáristka a dramatička. Svou kariéru zahájila na Broadwayi ve věku 19 let. Byla známá svým nosovým hlasem a výraznou osobností a získala mezinárodní uznání i chválu kritiků za filmové role, které dostávala ještě kolem svých 80 let věku. Ve zralém věku hrála například ve filmech Rosemary má děťátko (1968), Where's Poppa? (1970), Harold a Maude (1971), Nikdy neprohrát (Every Which Way but Loose, 1978) a Vždycky zvítězit (Any Which Way You Can, 1980).
Kromě své herecké práce Gordonová napsala řadu her, filmových scénářů a knih; v této oblasti je nejvýznamnější jako spoluautorka scénáře k filmu Adamovo žebro (Adam's rib, 1949). Za své herecké a autorské výkony získala Oscara, cenu Primetime Emmy a dvě ceny Zlatý glóbus a byla třikrát nominována na Oscara.